# Filmografia lui Samuel L. Jackson

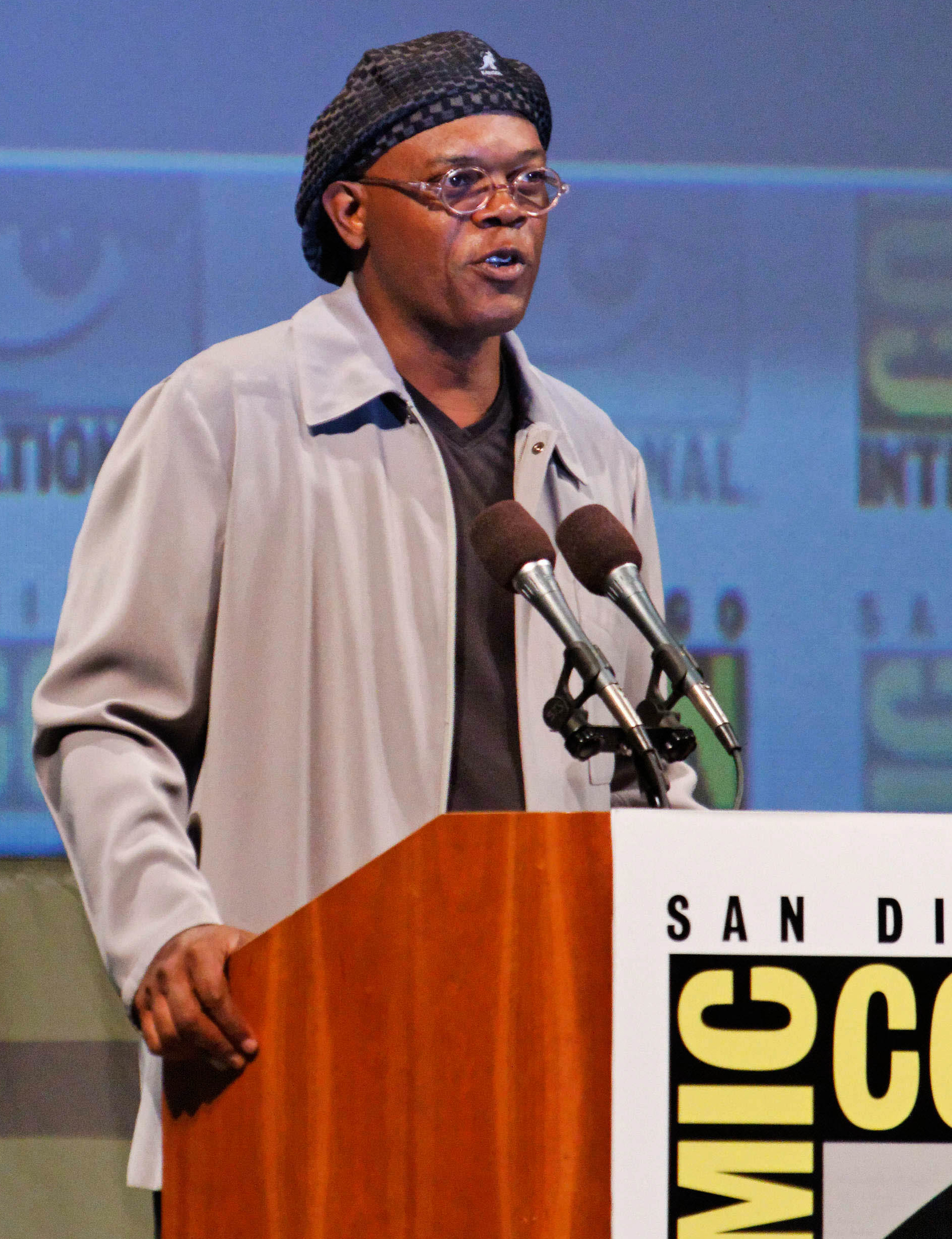
Samuel L. Jackson în 2010

Aceasta este filmografia lui Samuel L. Jackson:

## Filmografie

### Filme
| An   | Film                                                          | Rol                                      | Titlu în română              | Obs. |                    |
| ---- | ------------------------------------------------------------- | ---------------------------------------- | ---------------------------- | --- | ------------------ |
| 1972 | Together for Days                                             | Stan                                     |                              | |                    |
| 1977 | The Displaced Person                                          | Sulk                                     |                              | |                    |
| 1981 | Ragtime                                                       | Membru bandei #2                         | Vremuri de restriște         | |                    |
| 1987 | Eddie Murphy Raw                                              | Unchiul lui Eddie                        |                              | |                    |
| 1988 | Coming to America                                             | Hoțul                                    | Un prinț în America          | |                    |
| 1988 | School Daze                                                   | Leeds                                    |                              | |                    |
| 1989 | Do the Right Thing                                            | Mister Señor Love Daddy                  | Pizzeria lui Sal             | |                    |
| 1989 | The Exorcist III                                              | Blind Dream Man                          |                              | |                    |
| 1989 | Sea of Love                                                   | Omul negru                               |                              | |                    |
| 1990 | Goodfellas                                                    | Parnell Steven "Stacks" Edwards          | Băieți buni                  | |                    |
| 1990 | Mo' Better Blues                                              | Madlock                                  | Totul pentru Blues           | |                    |
| 1990 | Def by Temptation                                             | Ministrul Garth                          |                              | |                    |
| 1990 | Betsy's Wedding                                               | Operatorul de la firma de taxi           | Nunta lui Betsy              | |                    |
| 1990 | A Shock to the System                                         | Ulysses                                  |                              | |                    |
| 1990 | Pretty Woman                                                  | Andarilho                                |                              | Samuel apare în ultima scenă a filmului                                                                                           |                    |
| 1990 | The Return of Superfly                                        | Nate Cabot                               |                              | |                    |
| 1991 | Strictly Business                                             | Monroe                                   | Parteneri de afaceri         | |                    |
| 1991 | Jungle Fever                                                  | Gator Purify                             | Febra iubirii                | |                    |
| 1992 | Juice                                                         | Trip                                     |                              | |                    |
| 1992 | Patriot Games                                                 | LCDR Robby Jackson                       | Jocuri patriotice            | |                    |
| 1992 | White Sands                                                   | Greg Meeker                              | Nisipuri albe                | |                    |
| 1992 | Jumpin' at the Boneyard                                       | Dl. Simpson                              | Două vieți în pericol        | |                    |
| 1992 | Johnny Suede                                                  | B-Bop                                    |                              | |                    |
| 1992 | Fathers & Sons                                                | Marshall                                 |                              | |                    |
| 1993 | True Romance                                                  | Big Don                                  |                              | |                    |
| 1993 | Menace II Society                                             | Tat Lawson                               |                              | |                    |
| 1993 | Loaded Weapon 1                                               | Sgt. Wes Luger                           |                              | |                    |
| 1993 | Amos & Andrew                                                 | Andrew Sterling                          |                              | |                    |
| 1993 | Jurassic Park                                                 | John Raymond Arnold                      |                              | |                    |
| 1993 | The Meteor Man                                                | Dre                                      |                              | |                    |
| 1994 | Fresh                                                         | Sam                                      | Boaz Yakin                   | |                    |
| 1994 | Pulp Fiction                                                  | Jules Winnfield                          |                              | Independent Spirit Award pentru cel mai bun actor Nominalizat la Premiul Oscar pentru cel mai bun actor în rol principal/secundar |                    |
| 1994 | Against The Wall                                              | Jamaal                                   |                              | Film de televiziune |                    |
| 1994 | The New Age                                                   | Dale                                     |                              | |                    |
| 1994 | Hail Caesar                                                   | Mailman                                  |                              | Part. especial |                    |
| 1994 | Assault at West Point: The Court-Martial of Johnson Whittaker |                                          |                              | |                    |
| 1995 | Kiss of Death                                                 | Calvin Hart                              |                              | |                    |
| 1995 | Die Hard with a Vengeance                                     | Zeus Carver                              |                              | |                    |
| 1995 | Losing Isaiah                                                 | Kadar Lewis                              |                              | |                    |
| 1995 | Fluke                                                         | Rumbo                                    |                              | voce |                    |
| 1996 | The Great White Hype                                          | Rev. Fred Sultan                         |                              | |                    |
| 1996 | A Time to Kill                                                | Carl Lee Hailey                          |                              | |                    |
| 1996 | The Long Kiss Goodnight                                       | Mitch Henessey                           |                              | |                    |
| 1996 | Hard Eight                                                    | Jimmy                                    |                              | |                    |
| 1996 | Trees Lounge                                                  | Wendell                                  |                              | |                    |
| 1996 | Teens and Guns: Preventing Violence                           |                                          |                              | Pentru utilizare în școli |                    |
| 1996 | The Search for One-eye Jimmy                                  | Coronel Ron                              |                              | |                    |
| 1997 | One Eight Seven                                               | Trevor Garfield                          |                              | |                    |
| 1997 | Eve's Bayou                                                   | Louis Batiste                            |                              | Primul său film ca producător |                    |
| 1997 | Jackie Brown                                                  | Ordell Robbie                            |                              | |                    |
| 1998 | Sphere                                                        | Harry Adams                              | Sfera                        | |                    |
| 1998 | The Negotiator                                                | Ten. Danny Roman                         |                              | |                    |
| 1998 | The Red Violin                                                | Charles Morritz                          |                              | |                    |
| 1998 | Out of Sight                                                  | Con man                                  | Steven Soderbergh            | Cameo necreditat |                    |
| 1999 | Star Wars Episode I: The Phantom Menace                       | Mace Windu                               |                              | |                    |
| 1999 | Deep Blue Sea                                                 | Russell Franklin                         |                              | |                    |
| 1999 | The Black And The White                                       | Wesley 'Wez' Willis                      |                              | |                    |
| 2000 | Regula jocului                                                | Cel. Terry L. Childers                   |                              | |                    |
| 2000 | Shaft                                                         | John Shaft                               |                              | |                    |
| 2000 | Unbreakable                                                   | Elijah Price                             |                              | |                    |
| 2001 | The Caveman's Valentine                                       | Romulus Ledbetter                        |                              | Producător executiv |                    |
| 2002 | Changing Lanes                                                | Doyle Gipson                             |                              | |                    |
| 2002 | Star Wars Episode II: Attack of the Clones                    | Mace Windu                               |                              | |                    |
| 2002 | xXx                                                           | Agente Augustus Gibbons                  |                              | |                    |
| 2002 | The 51st State (Formula 51)                                   | Elmo McElroy                             |                              | |                    |
| 2003 | Basic                                                         | Sergeant Nathan West                     |                              | |                    |
| 2003 | S.W.A.T.                                                      | Sgt. Dan 'Hondo' Harrelson               |                              | |                    |
| 2003 | No Good Deed                                                  | Jack Friar                               |                              | |                    |
| 2004 | Twisted                                                       | John Mills                               |                              | |                    |
| 2004 | Kill Bill Vol.2                                               | Rufus                                    |                              | |                    |
| 2004 | The Incredibles                                               | Lucius Best/Frozone (Lúcio Barro/Gelado) | Incredibilii                 | voce |                    |
| 2004 | In My Country                                                 | Langston Whitfield                       |                              | |                    |
| 2004 | Unforgivable Blackness: The Rise and Fall of Jack Johnson     | Jack Johnson                             |                              | voce |                    |
| 2004 | The N-Word                                                    | Ele próprio                              |                              | |                    |
| 2005 | Coach Carter                                                  | Treinador Ken Carter                     |                              | |                    |
| 2005 | xXx: State of the Union                                       | Agente Augustus Gibbons                  |                              | |                    |
| 2005 | Star Wars Episode III: Revenge of the Sith                    | Mace Windu                               |                              | |                    |
| 2005 | The Man                                                       | Derrick Vann                             |                              | |                    |
| 2006 | Freedomland                                                   | Lorenzo Council                          |                              | |                    |
| 2006 | Snakes on a Plane                                             | Neville Flynn                            |                              | |                    |
| 2006 | Home of the Brave                                             | Will Marsh                               |                              | |                    |
| 2007 | Farce of the Penguins                                         | Narrator                                 |                              | voce |                    |
| 2007 | Black Snake Moan                                              | Lazarus Woods                            |                              | De asemenea, a cântat la trilha sonora                                                                                            |                    |
| 2007 | 1408                                                          | Gerald Olin                              | Camera 1408                  | |                    |
| 2007 | Resurrecting the Champ                                        | Bob Satterfield                          |                              | |                    |
| 2007 | Cleaner                                                       | Tom Cutler                               |                              | |                    |
| 2008 | Jumper                                                        | Agente Roland Cox                        | Jumper: Oriunde, Oricând     | |                    |
| 2008 | Iron Man                                                      | Nick Fury                                | Omul de oțel                 | necreditat |                    |
| 2008 | Star Wars: The Clone Wars                                     | Mace Windu                               | Star Wars: Războiul clonelor | Voce |                    |
| 2008 | Lakeview Terrace                                              | Abel Turner                              |                              | |                    |
| 2008 | Soul Men                                                      | Louis Hinds                              |                              | |                    |
| 2008 | The Spirit                                                    | The Octopus                              |                              | |                    |
| 2009 | Astro Boy                                                     | Zog                                      |                              | Voce |                    |
| 2009 | Inglourious Basterds                                          | Narator                                  | Ticăloși fără glorie         | Necreditat |                    |
| 2010 | Mother and Child                                              | Paul                                     |                              | |                    |
| 2010 | Unthinkable                                                   | H                                        |                              | |                    |
| 2010 | Iron Man 2                                                    | Nick Fury                                | Omul de oțel 2               | |                    |
| 2010 | The Other Guys                                                | Detetivul Highsmith                      |                              | |                    |
| 2010 | Vengeance: A Love Story                                       | John Dromoor                             |                              | |                    |
| 2011 | Thor                                                          | Nick Fury                                |                              | necreditat |                    |
| 2011 | Captain American: The First Avenger                           | Nick Fury                                |                              | necreditat |                    |
| 2012 | Fury                                                          | Foley                                    | David Weaver                 | H2O Motion Pictures |                    |
| 2012 | The Avengers                                                  | Nick Fury                                | Joss Whedon                  | Marvel Studios |                    |
| 2012 | Meeting Evil                                                  | Richie                                   | Chris Fisher                 | Magnet Releasing Magnolia Pictures                                                                                                |                    |
| 2012 | Zambezia                                                      | Tendai                                   | Wayne Thornley               | Sony Pictures Entertainment | Voice              |
| 2012 | Django Unchained                                              | Stephen                                  | Quentin Tarantino            | The Weinstein Company Columbia Pictures                                                                                           |                    |
| 2013 | Turbo                                                         | Whiplash                                 | David Soren                  | 20th Century Fox DreamWorks Animation                                                                                             | Voice              |
| 2013 | Oldboy                                                        | Chaney                                   | Spike Lee                    | FilmDistrict |                    |
| 2014 | Reasonable Doubt                                              | Clinton Davis                            | Peter Howitt                 | Lions Gate Entertainment |                    |
| 2014 | RoboCop                                                       | Patrick "Pat" Novak                      | José Padilha                 | Metro-Goldwyn-Mayer Columbia Pictures                                                                                             |                    |
| 2014 | Captain America: The Winter Soldier                           | Nick Fury                                | Anthony and Joe Russo        | Marvel Studios |                    |
| 2014 | Kite                                                          | Karl Aker                                | Ralph Ziman                  | Anchor Bay Entertainment |                    |
| 2014 | Big Game                                                      | President William Allan Moore            | Jalmari Helander             | EuropaCorp Entertainment One |                    |
| 2015 | Kingsman: The Secret Service                                  | Richmond Valentine                       | Matthew Vaughn               | 20th Century Fox |                    |
| 2015 | Avengers: Age of Ultron                                       | Nick Fury                                | Joss Whedon                  | Marvel Studios |                    |
| 2015 | Barely Lethal                                                 | Hardman                                  | Kyle Newman                  | A24 Films |                    |
| 2015 | Chi-Raq                                                       | Dolmedes                                 | Spike Lee                    | Amazon Studios |                    |
| 2015 | The Hateful Eight                                             | Major Marquis Warren                     | Quentin Tarantino            | The Weinstein Company |                    |
| 2016 | Cell                                                          | Tom McCourt                              | Tod Williams                 | Benaroya Pictures | Post-producție     |
| 2016 | The Legend of Tarzan                                          | George Washington Williams               | David Yates                  | Warner Bros. | Post-producție     |
| 2016 | Miss Peregrine's Home for Peculiar Children                   | Barron/"The Wight"                       | Tim Burton                   | 20th Century Fox | Post-producție     |
| 2017 | Kong: Skull Island                                            |                                          | Jordan Vogt-Roberts          | Warner Bros. | Filmări            |
| 2017 | Blazing Samurai                                               | Jimbo                                    | Chris Bailey Mark Koetsier   | Open Road Films | Voce Pre-producție |

### Televiziune
| An        | Titlu                                                  | Rol                            | Obs.                                                                 |
| --------- | ------------------------------------------------------ | ------------------------------ | -------------------------------------------------------------------- |
| 1978      | The Trial of the Moke                                  |                                |                                                                      |
| 1987      | Uncle Tom's Cabin                                      | George                         |                                                                      |
| 1989      | Dead Man Out                                           | Calvin Fredricks               |                                                                      |
| 1991      | Law & Order                                            | Taggert                        | Episodul "The Violence of Summer"                                    |
| 1995      | Shaquille O'Neal: Larger than Life                     |                                | Narator                                                              |
| 1997      | Happily Ever After: Fairy Tales for Every Child        | Primarul (voce)                | Episodul "The Pied Piper"                                            |
| 1997      | Off the Menu: The Last Days of Chasen's                |                                |                                                                      |
| 1997      | Shari Springer Berman, Robert Pulcini                  |                                |                                                                      |
| 1997      | The Directors: John Frankenheimer                      |                                | Robert J. Emery                                                      |
| 1999      | Forever Hollywood                                      |                                | Todd McCarthy, Arnold Glassman                                       |
| 2001      | The Proud Family                                       | Joseph (voce)                  | Episodul "Seven Days of Kwanzaa"                                     |
| 2002      | Fighting for Freedom: Revolution & Civil War           | Narator                        |                                                                      |
| 2002      | The Art of Action: Martial Arts in the Movies          | Prezentator                    |                                                                      |
| 2002      | Unchained Memories: Readings from the Slave Narratives |                                | Ed Bell                                                              |
| 2005–2010 | The Boondocks                                          | Gin Rummy                      | voce în cinci episoade                                               |
| 2005      | Extras                                                 | în rolul său                   | Episodul "Samuel L Jackson"                                          |
| 2006      | Honor Deferred                                         | Narator                        |                                                                      |
| 2007      | Afro Samurai                                           | Afro Samurai/Ninja Ninja       | voce, producător executiv                                            |
| 2007      | Respect Yourself: The Stax Records Story               | Narator                        | John Walker                                                          |
| 2007      | Stax 50th Anniversary Concert                          |                                | David Leonard                                                        |
| 2009      | Afro Samurai: Resurrection                             | Afro Samurai/Ninja Ninja       | voce, producător                                                     |
| 2009      | Un-broke: What You Need to Know About Money            | Autor de cărți de auto-apărare | Emisiune specială pentru televiziune                                 |
| 2011      | The Sunset Limited                                     | Black Man                      | Television film                                                      |
| 2011      | Prohibition                                            | Himself                        |                                                                      |
| 2011      | Curiosity                                              | Himself                        | Episode: "How Will the World End?"                                   |
| 2011      | The Mountaintop                                        | Martin Luther King, Jr.        |                                                                      |
| 2012      | 2012 Spike Video Game Awards                           | Himself                        | Voice                                                                |
| 2012      | The Colbert Report                                     | Ad Narrator                    | Voice Episode: "Carrie Rebora Barratt"                               |
| 2013      | Generations                                            | Himself                        | Cameo                                                                |
| 2013      | Talking Bad                                            | Himself                        | Episode: "Confessions"                                               |
| 2013–2014 | Agents of S.H.I.E.L.D.                                 | Nick Fury                      | Episodes: "0–8–4" and "Beginning of the End"                         |
| 2014      | Judge Judy Primetime                                   | Himself                        | Host                                                                 |
| 2014      | Jimmy Kimmel Live!                                     | Dentist                        | Episode: "Sweet Brown: Ain't Nobody Got Time for That"               |
| 2014      | Black Dynamite                                         | Captain Quinton                | Voice Episodes: "Black Jaws!" or "Finger Lickin' Chicken of the Sea" |

### Web
| An   | Titlu                                   | Rol     | Obs.               |
| ---- | --------------------------------------- | ------- | ------------------ |
| 2013 | Everything is Samuel L. Jackson's Fault | Himself | Funny or Die short |

### Jocuri video
| An   | Titlu                                              | Rol                      | Obs. |
| ---- | -------------------------------------------------- | ------------------------ | ---- |
| 2004 | The Incredibles                                    | Lucius Best / Frozone    |      |
| 2004 | Grand Theft Auto: San Andreas                      | Officer Frank Tenpenny   |      |
| 2008 | Afro Samurai                                       | Afro Samurai Ninja Ninja |      |
| 2010 | Heroes of Newerth                                  | Samuel Jackson Announcer |      |
| 2010 | Iron Man 2                                         | Nick Fury                |      |
| 2011 | Lego Star Wars III: The Clone Wars                 | Mace Windu               |      |
| 2014 | Disney Infinity: Marvel Super Heroes (2.0 Edition) | Nick Fury                |      |
| 2015 | Disney Infinity 3.0                                | Nick Fury                |      |

### Audiobooks
| An   | Titlu                |
| ---- | -------------------- |
| 2011 | Go the Fuck to Sleep |
| 2012 | A Rage in Harlem     |